# نیکولای دیمیتروف (بازیکن فوتبال، زاده ۱۹۸۷)
نیکولای دیمیتروف (بلغاری: Николай Димитров؛ زادهٔ ۱۵ اکتبر ۱۹۸۷) بازیکن فوتبال اهل بلغارستان است.
از باشگاه‌هایی که در آن بازی کرده است می‌توان به باشگاه فوتبال مانیسااسپور، باشگاه فوتبال لفسکی صوفیه، باشگاه فوتبال قاسم‌پاشا اسپور، باشگاه فوتبال بولوسپور، و باشگاه فوتبال صامسون‌اسپور اشاره کرد.
وی همچنین در تیم‌های ملی فوتبال زیر ۲۱ سال بلغارستان و بلغارستان بازی کرده است.